# 黃儀 (清朝)
黃儀（?—?），字子鴻，又字吉羽。江蘇常熟人。
精輿地之學，攻讀《水經注》，嘗言；“班固《地誌》所載諸川，第言其所出入，而中間經歷之地不可得而聞，惟《水經注》備具之。”。徐乾學開書局於洞庭東山修《大清一統志》，延聘黃儀及顧景范、閻百詩、胡渭諸人協助編校。又能作詩，王應奎称其“诗笔秀整”，徐世昌說他“是冯钝吟（班）一派。”